# Madison Mailey
Pour les articles homonymes, voir Mailey.
Madison Mailey, née le 22 octobre 1996, est une rameuse d'aviron canadienne.

## Carrière
Elle est médaillée d'argent du huit aux Championnats du monde d'aviron 2018. 